# Митилино, Михаил Иванович
Михаил Иванович Митилино (13 (25) февраля 1875, Керчь — 23 апреля 1930, Киев) — русский и советский юрист, профессор (с 1914).

## Биографические сведения
Родился 13 (25 февраля) 1875 года в городе Керчь. В 1905 году окончил юридический факультет Киевского университета. С мая 1906 года — профессорский стипендиат кафедры гражданского и торгового права этого университета. Одновременно с октября 1906 года по ноябрь 1908 года — младший кандидат на должности при Киевской судебной палате. В 1909 году, сдав магистерские экзамены, уехал для продолжения учебы на два года в Берлинский и Парижский университет
С августа 1911 года исполнял обязанности доцента кафедры гражданского процесса и торгового права в Варшавского университета. С сентября 1912 года — в Киевском университете, где преподавал курс торгового права и гражданского процесса: приват-доцент, а с сентября 1914 года — исполняющий обязанности экстраординарного профессора кафедры торгового права и торгового судопроизводства. В марте 1914 года получил звание магистра за монография «Право застройки. Попытка цивилистического исследования института».
С апреля 1916 года преподавал страховое право в Киевском коммерческом институте, с декабря 1917 года — внештатный экстраординарный профессор, а с августа 1919 года — декан экономического факультета этого института.
В 1917–1920 годах был одним из основателей и товарищем директора Киевского юридического института. Преподавал также на Высших женских курсах, в Киевском кооперативном институте и торгово-промышленном техникуме. После реорганизации летом 1920 году Киевского университета в 1920–1923 годах работал в образованном на базе университета Высшем институте народного образования. При этом основным местом его работы был образован на базе Киевского коммерческого института Киевский институт народного хозяйства. До последнего заведения, было переведено и юридический факультет бывшего Киевского университета. В Киевском институте народного хозяйства был профессором кафедры торгово-промышленного права (с 1920 года), а также деканом социально-экономического факультета (в 1920–1924 годах, с перерывом), ректором (август 1921 — сентябрь 1922), проректором (сентябрь 1927 — февраль 1930), деканом финансово-хозяйственного факультета (с октября 1928 года до конца жизни). Преподавал во многих других учебных заведениях, в частности, с 1925 года — проректор торгово-промышленного техникума.
В 1920–1923 годах по совместительству работал в органах Наркомфина УССР: заведующим экономического бюро Госбанка, заведующим финансовых курсов, а также начальником экономического управления Киевского совнархоза (1922–1924), председателем финансовой комиссии Киевского губплана (1922–1923) и прочее.
В 1920-1923 годах активно сотрудничал с кодификационным отделом Наркомюста УССР. В 1919-1922 годах — председатель комиссии Наркомпроса УССР по реформе высшей школы.
В декабре 1921 — октябре 1922 года — председатель Киевской секции научных работников, входившая в структуру профсоюза работников образования. В 1921-1922 и 1926-1927 годах — член городской совет. Со второй половины 1920-х годов принимал активное участие в деятельности научных учреждений ВУАН: заместитель председателя Комиссии для выучивания финансовых и банковских вопросов (с 1926 года), сотрудник Комиссии для выучивания советского права (с 1927 года).
Был также сотрудником Института советского права в Москве.
Умер в Киеве 23 апреля 1930 года. Похоронен на Байковом кладбище (участок № 10).

## Работы
Основные работы:
- «Гражданский суд до и после реформы» (1913);
- «Торговое право и торговое судопроизводство. Программа лекций» (1915);
- «Проект торговой всезбірки СССР» (1923);
- «Торговое правоведение» (1925);
- «Элементы финансовой науки» (1926);
- «Торговое право советских республик. Курс для вузов» (1928);
- «Основы финансовой науки» (1929);
- «Основные черты современной японской налоговой системы» (1929).